# Безсмертні (фільм)
«Безсмертні» (англ. The Immortals) — американський бойовик 1995 року.

## Сюжет
Власник нічного клубу задумав пограбувати одночасно кілька закладів, що належать його босові. Для цього він збирає команду з восьми запеклих кримінальників. Але їх об'єднує не стільки кримінальне минуле, скільки їх коротке майбутнє. Всі вони смертельно хворі! Як відомо ті, кому нічого втрачати, здатні на більше, ніж ті, у кого попереду довге і щасливе життя.

## У ролях
| Актор               | Роль               |
| ------------------- | ------------------ |
| Ерік Робертс        | Джек               |
| Джо Пантоліано      | Піт Таннелл        |
| Тіа Каррере         | Джина Вокер        |
| Тоні Кертіс         | Домінік            |
| Кларенс Вільямс III | Бенні Гейс         |
| Вільям Форсайт      | Тім Джеймс         |
| Кріс Рок            | Дік Ентоні         |
| Кевін Бернхардт     | Біллі Нокс         |
| Кіран Малруні       | Керрі Девейн       |
| Брайан Фінні        | Джордж Деніелс     |
| Майкл Пол Чан       | Міфуне             |
| Алекс Менесес       | Клеопатра          |
| Олег Відов          | власник звалища    |
| Роджер Маркс        | чоловік на звалищі |
| Нік Нахас           | працівник звалища  |